# 팽성도서관
팽성도서관은 경기도 평택시 팽성읍 안정로95번길 15-25 소재의 도서관이다.

## 연혁
- 1993년 4월 30일 기공
- 1993년 12월 17일 준공
- 1994년 2월 18일 평택군립도서관 설치 및 운영 조례 공포
- 1994년 5월 27일 개관
- 1995년 5월 10일 평택 3개 시군 통합에 따라 평택시립 팽성도서관으로 변경
- 1996년 4월 1일 평택시립도서관 팽성분관으로 소속 변경
- 2001년 3월 순회문고 서비스 개시
- 2003년 3월 작은도서관 서비스 개시
- 2003년 7월 이동도서관 서비스 개시
- 2003년 7월 자료실 리모델링 및 디지털 자료실개실
- 2003년 10월 시립도서관 직제 개편(팽성분관-시립도서관 운영1팀)
- 2006년 6월 작은도서관 서비스를 우리동네문고와 공무원문고로 변경
- 2006년 12월 디지털 자료실에 만화코너 운영
- 2007년 5월 06년 시스템 냉난방기 공사
- 2007년 5월 시청각실 및 소모임실 리모델링 공사

## 이용 안내
이용 시간
휴관일 안내
- 첫째, 셋째 월요일
- 일요일을 제외한 법정공휴일(단, 일요일과 공휴일이 겹칠시에는 휴관함)
- 기타 관장이 부득이하게 필요하다고 인정하는 날